# Татарський Нагадак
Тата́рський Нагада́к (рос. Татарский Нагадак, башк. Татар Нуғаҙағы) — присілок у складі Аургазинського району Башкортостану, Росія. Адміністративний центр Нагадацької сільської ради.
Населення — 451 особа (2010; 462 в 2002).
Національний склад:
- татари — 46%
- башкири — 29%